# Пелардон
Пелардо́н, або Пелардо́н-де-Севе́нн (фр. Pélardon, Pélardon des Cévennes) — французький сир із козячого молока, що виробляється в горах Севенни регіону Лангедок-Русійон. Пелардон вважають найдревнішим козячим сиром у Європі.

## Історія
Сир Пелардон почали виробляти дуже давно, його вживали ще древні римляни. Пліній Старший згадує Пелардон у трактаті «Природнича історія». Раніш у сиру було кілька назв — Pélardon, Paraldon, Pélardou і Péraudou, проте до кінця XIX століття залишилася лише одна — Pélardon.
25 серпня 2000 року сир отримав власне контрольоване найменування походження (AOC).

## Виробництво
Селяни випасають кіз на природних пасовищах, завдяки чому сир роблять з екологічно чистого молока. Свіжому молоку дають скиснути протягом 24 годин, розкладають у форми і дають стекти сироватці. Після цього сир солять і поміщають у погреб, де він дозріває 2–3 тижні. Для правильного дозрівання сиру в погребі підтримують постійну температуру і вологість, завдяки чому розвиваються мікроорганізми, необхідні для виробництва сиру. Наприкінці дозрілий сир підсушують.

## Опис
Головка сиру має невелику круглу форму діаметром 6–7 см, заввишки 2–3 см і вагою всього 50–60 г. Сир має ніжну м'якоть, покриту дуже тонкою скоринкою кремового кольору. У молодого сиру скоринка майже відсутня. У нього різкий аромат, який притаманний усім молодим козячим сирам. У більш зрілих сирів скоринка грубіша, темніша й покрита блакитною цвіллю. Пелардон має ніжний смак з гострим горіховим присмаком і жирність 45%. Також для сиру характерний тривалий солонуватий післясмак.
Пелардон подають перед десертом, а також використовують для приготування різних страв. До Пелардону найкраще смакують вина Costieres du Gard і Clairette du Languedoc.